# Albert D’Souza
Mons. Albert D’Souza (*4. srpna 1945 Moodubelle) je indický katolický duchovní, emeritní arcibiskup Ágry.

## Život
Narodil se 4. srpna 1945 v Moodubelle Emmanuelu D’Souza a Magdalene Cardoza. Roku 1965 vstoupil do St. Paul’s Minor Seminary v Laknaú a ukončil ho roku 1968. Studium filosofie a teologie se věnoval na St. Joseph’s Regional Seminary v Iláhábádu kam nastoupil roku 1970 a ukončil ho o čtyři roky později.
Na kněze byl vysvěcen dne 8. prosince 1974 pro diecézy Laknaú. Studoval také na Papežské univerzitě sv. Tomáše Akvinského kde získal doktorát.
Dne 21. listopadu 1992 ho papež Jan Pavel II. jmenoval biskupem diecéze Laknaú a biskupské svěcení přijal 7. února 1993 z rukou Giorgia Zuri, Cecila DeSa a Alphonsa Flaviana D’Souza, S.J.. Poté ho 16. února 2007 papež Benedikt XVI. jmenoval arcibiskupem Agry a uveden do úřadu byl 11. dubna téhož roku.
Dne 12. listopadu 2020 přijal papež František jeho rezignaci na post arcibiskupa z důvodu dosažení kanonického věku 75 let.